# 碧色寨站
碧色寨站是滇越铁路和个碧石铁路上的车站，位于云南省红河哈尼族彝族自治州蒙自市观澜街道碧色寨村。碧色寨站建于1909年，为中国最早的火车站之一，是滇越铁路上唯一的特等站，也是中国唯一一条民营铁路个碧石铁路的始发站。1992年车站客运停运，1998年撤销。2013年，车站及周边共11处历史建筑以“碧色寨车站”公布为第七批全国重点文物保护单位。碧色寨站还是4A级景区蒙自碧色寨景区（又称碧色寨滇越铁路历史文化公园）的一部分。

## 历史
车站所在地原为一个名叫“坡心”的仅有十几户人家的村落。
清宣统元年（1909年）4月13日，滇越铁路铺轨至此，建成车站，最初定名壁虱寨站。因此地依山面海（长桥海），景色宜人，故更名“碧色寨”（法語：Station de Pi-che-Tchai）。滇越铁路全线通车后，迅速成为一个大站。
个碧石铁路于民国四年（1915年）开工，十年（1921年）个碧段竣工，民国二十五年（1936年）全线通车，碧色寨成为滇越铁路与个碧石铁路的换装站。
由于两线铁路（米轨和寸轨）在此交汇换装，整个滇南的进出口货物都在这里中转，碧色寨一时商贸繁盛，数十家商铺汇集于此，设施一应俱全，先后在此建立了电报分局、邮政分局、税务分局、消费税局、厘重局等，虽为村镇却不输县城，全盛时被誉为“东方小巴黎”。
1959年10月，由于“大炼钢铁”带来的影响，蒙自至碧色寨铁路拆除，碧色寨站不再进行准轨、米轨换装业务，车站自此冷清下来。
1992年车站客运停运，1998年撤销。站线道岔已拆除；信号灯、信号机均已停用。车站距离昆明北站291公里，隶属昆明铁路局，是四等站。
1987年12月21日公布为云南省文物保护单位，2013年被列入第七批全国重点文物保护单位。
2017年冯小刚的电影《芳华》在该站拍摄部分场景，上映后使该站关注度升高。

## 历史遗址
碧色寨车站周边有诸多历史建筑群，其中：滇越铁路站房、个碧石铁路站房、大通公司、寸轨机车库、哥胪士酒店、滇越铁路警察分局、个碧石铁路警察分局、美孚（三达）水火油公司仓库、加波公司、蒙自海关碧色寨分关仓库、蒙自海关碧色寨分关员工食堂11处建筑为全国重点文物保护单位建筑。除此以外，碧色寨石炮楼旧址、亚细亚水火油公司仓库旧址、滇越铁路碧色寨车站扳道房、碧色寨安南咖啡馆、滇越铁路碧色寨工程指挥所旧址、大清邮政总局碧色寨分局旧址、荣丰货仓旧址等36处建筑被列为红河州文物保护单位。

### 滇越铁路站房
滇越铁路站房位于车站北端，为法式砖木结构建筑，红瓦黄墙，一楼一底，建筑面积600平方米。

### 个碧石铁路站房

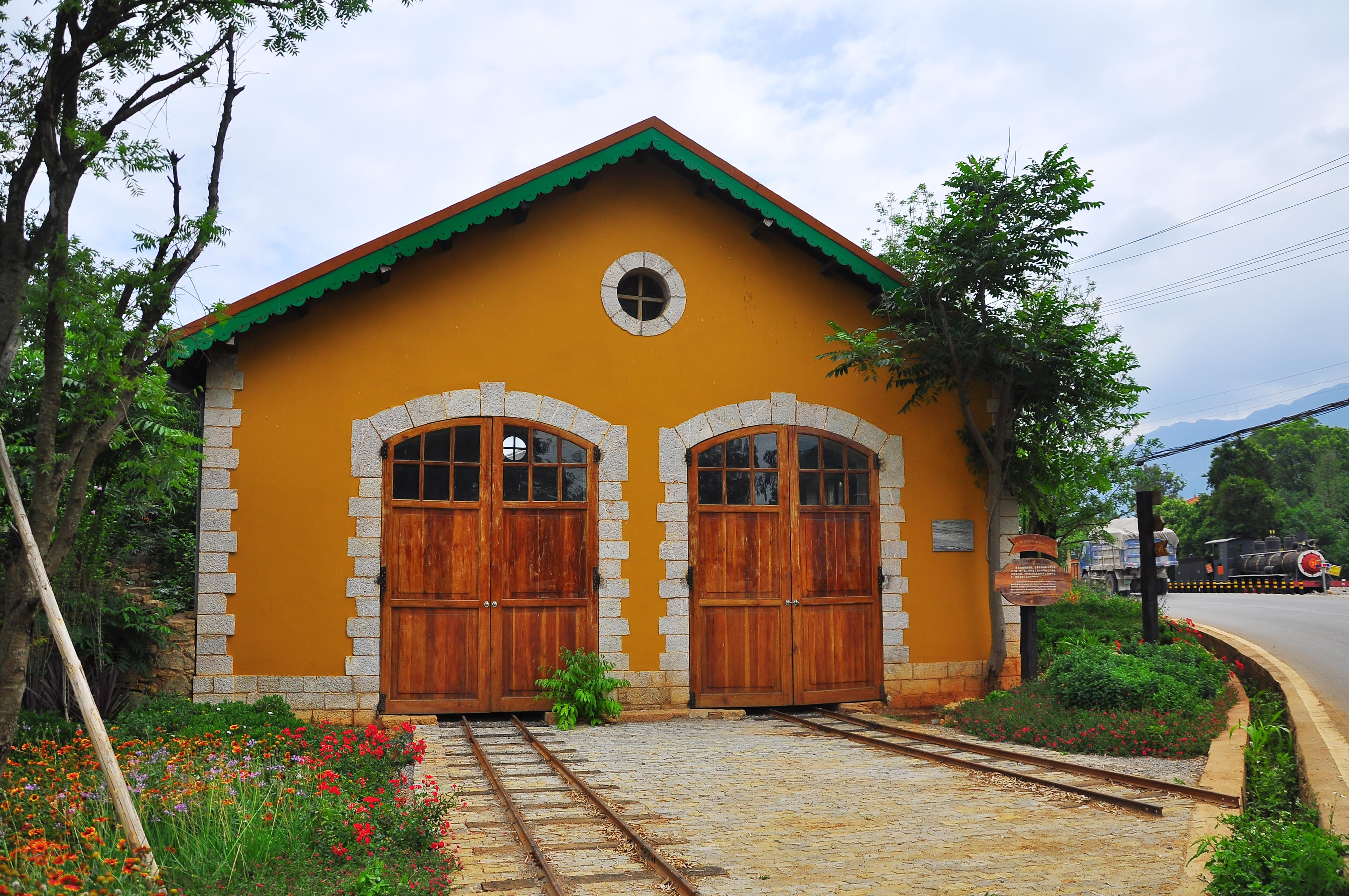
个碧石铁路寸轨机车库旧址

个碧石铁路碧色寨站房建于民国六年（1917年），位于碧色寨车站的南端，为法式砖木结构建筑，红瓦黄墙，建筑面积181平方米。

### 哥胪士酒店
碧色寨哥胪士酒店，为蒙自哥胪士洋行分店，建于1912年滇越铁路通车后，经营洋酒、咖啡。酒店位于车站东南绿树丛中，一部分为法式建筑，一部分为传统中式建筑，砖木结构，建筑面积280平方米。

### 大通公司
两线铁路通车后，碧色寨作为唯一中转站，货物转运繁忙，转运货仓一时达20余家，较大的便有大通公司、源通公司、永安货仓、联盟货仓、天一货仓等，负责中转锡、棉布、棉纱、五金、染料、海鲜、日用品等货品至越南海防、昆明、石屏、建水、开远、文山等地。
大通公司始建于民国元年（1912年），初为临安和蒙自商人合资兴办，后有广东商人参与管理，并以公司南北分为南仓和北仓，在越南海防还设有业务代理。全盛时期，包揽了滇南一带商号70%以上的进出口货物转运业务。抗战时期，存放过美国援华和飞虎队物资等。
现建筑原貌保存完好，为中式四合院建筑。现有七间仓一幢，重檐歇山顶，七开间，三进间，设有通廊，造型古朴大方。有老板楼四幢，其中两幢为重檐硬山顶，两幢为单檐硬山顶粤式建筑，均为二层楼。大院内古树参天，环境优雅。总建筑面积1204平方米。
- 大通公司正门
- 景区内的大通公司介绍牌

### 碧色寨海关
全称蒙自海关碧色寨分关。宣统元年（1909年），根据《中法商务专条附章》于同年订立的《碧色寨分关章程》设立蒙自海关碧色寨分关。凡由铁路进出口货物均由碧色寨海关完纳关税。
- 碧色寨分关旧址
- 碧色寨分关旧址介绍牌

### 碧色寨指挥所旧址
1905年，滇越铁路芷村至碧色寨段开工时，在碧色寨修建的工程指挥所旧址。

### 戛波比央哥洋行碧色寨分公司
戛波比央哥洋位于蒙自东门外，开设于滇越铁路兴工期间，初期经营食品、日用品及滇越铁路意大利籍包工和职员的采购工具。1910年开始到碧色寨设分公司和转运仓库。20世纪30年代末停业后房屋被蒙自盐务局租用，又称碧色寨盐仓库。

### 肖家老铺、宋家老铺
滇越铁路开通后，碧色寨繁荣一时，数十家商铺汇聚于此，其中开设最早且最具规模的有肖家老铺吉顺祥、宋家老铺同益利。开设于清末，于20世纪50年代末歇业。

## 公共交通
目前可乘坐由蒙自客运北站发往草坝的乡村客运班车抵达该站。亦有蒙自公交38路抵达碧色寨景区游客服务中心，但距离车站较远。